# Charlotte Montagu-Douglas-Scott

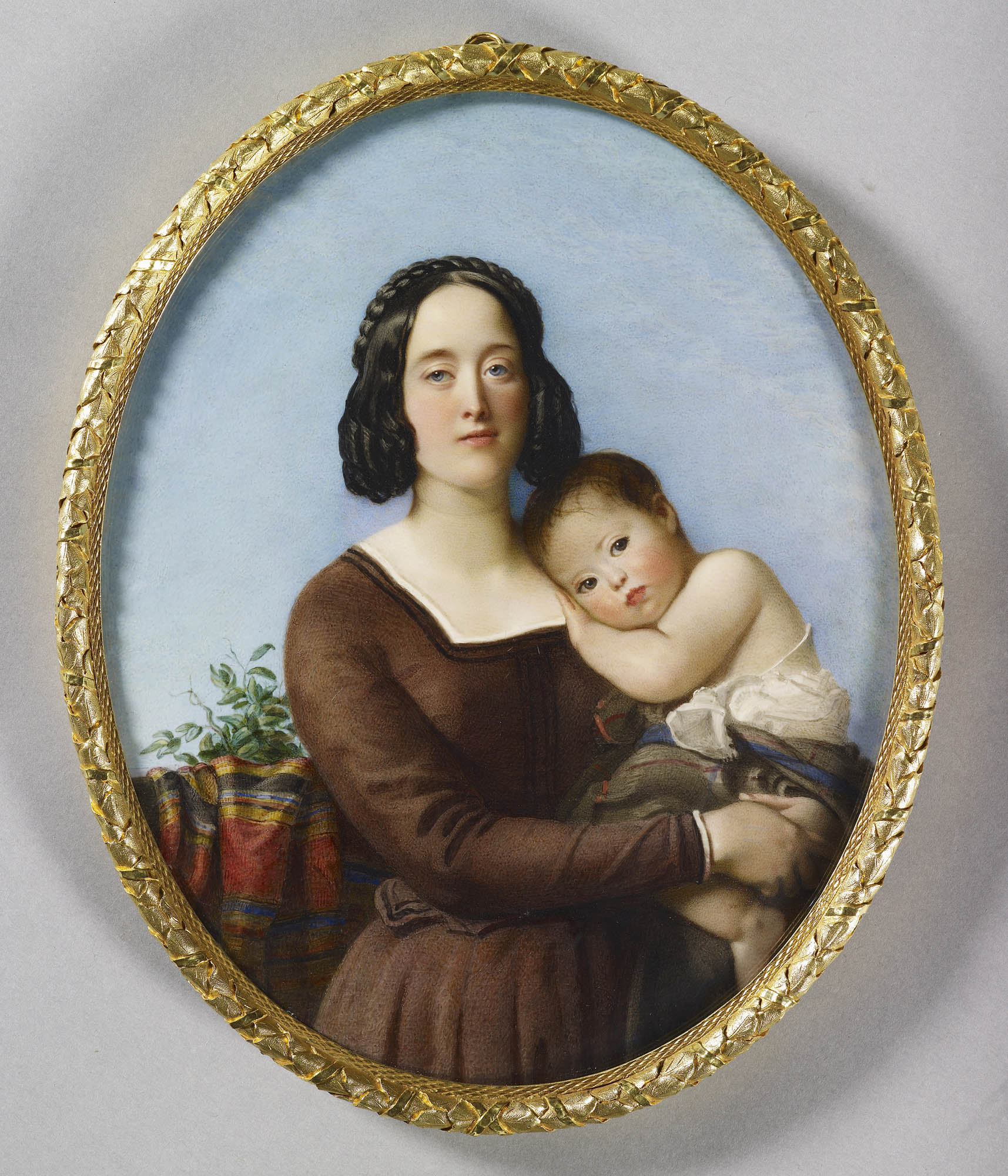
Charlotte Montagu-Douglas-Scott mit ihrer Tochter Victoria. Aquarell von 1847

Charlotte Anne Montagu-Douglas-Scott, Duchess of Buccleuch VA (geborene Thynne, * 10. April 1811 auf Longleat House, Wiltshire; † 18. März 1895 auf Ditton Park House, Buckinghamshire) war eine britische Adlige und Hofdame, sowie die Ehefrau von Walter Montagu-Douglas-Scott, 5. Duke of Buccleuch.

## Leben
Charlotte war die dritte Tochter von Thomas Thynne, 2. Marquess of Bath (1765–1837) und von Hon. Isabella Elizabeth Byng (1773–1830). Als Tochter eines Marquess führte sie seit Geburt das Höflichkeitsprädikat Lady. Sie heiratete am 13. August 1829 in der St. George’s Church am Hanover Square in der City of Westminster (London) Walter Montagu-Douglas-Scott, 5. Duke of Buccleuch, 7. Duke of Queensberry (1806–1884). Als dessen Gattin führte sie fortan den Höflichkeitstitel Duke of Buccleuch.
Sie diente von September 1841 bis Juli 1846 als Mistress of the Robes bei Königin Victoria. Nach über zehnjähriger Wartezeit durfte sie 1860 zur römisch-katholischen Kirche konvertieren. Nach 1862 wurde sie von der Königin für ihre Dienste als Companion dritter Klasse in den Royal Order of Victoria and Albert aufgenommen. 
Sie wurde in der St. Mary’s Chapel in Dalkeith, Midlothian, beigesetzt.

## Nachkommen
Das Ehepaar hatte fünf Söhne und drei Töchter:
- William Montagu-Douglas-Scott, 6. Duke of Buccleuch, 8. Duke of Queensberry (1831–1914), ⚭ 1859 Lady Louisa Jane Hamilton, Tochter des James Hamilton, 1. Duke of Abercorn;
- Henry Douglas-Scott-Montagu, 1. Baron Montagu of Beaulieu (1832–1905), ⚭ 1865 Hon. Cicely Susan Stuart-Whortley, Tochter des John Stuart-Wortley, 2. Baron Wharncliffe;
- Lord Walter Charles Montagu-Douglas-Scott (1834–1895), Captain der British Army, ⚭ 1858 Anna Maria Hartopp;
- Lord Francis Robert Montagu-Douglas-Scott (1837–1839);
- Lord Charles Thomas Montagu-Douglas-Scott (1839–1911), Admiral der Royal Navy, ⚭ 1883 Ada Mary Ryan;
- Lady Victoria Montagu-Douglas-Scott (1844–1938), ⚭ (1) 1865 Schomberg Kerr, 9. Marquess of Lothian, ⚭ (2) 1903 Bertram Chetwynd-Talbot;
- Lady Margaret Montagu-Douglas-Scott (1846–1918), ⚭ 1875 Donald Cameron, 24. Laird of Lochiel;
- Lady Mary Charlotte Montagu-Douglas-Scott (1851–1908), ⚭ 1877 Hon. Walter Randolph Trefussis, Sohn des Charles Trefussis, 19. Baron Clinton.